# Urubu à tête jaune
Cathartes burrovianus
Vous lisez un « bon article » labellisé en 2012.  Il fait partie d'un « bon thème ».
Espèce
Statut de conservation UICN

 LC  : Préoccupation mineure
L'Urubu à tête jaune (Cathartes burrovianus) est une espèce de rapaces de la famille des Cathartidae, comprenant les vautours du Nouveau Monde. Il n'était pas distingué du Grand Urubu (C. melambrotus) jusqu'en 1964. Il est plus petit que celui-ci, avec une envergure de 150 à 165 cm, une longueur de corps de 53 à 66 cm et un poids allant de 0,95 à 1,55 kg. Le plumage est noir, et la tête et le cou, qui sont sans plumes, sont jaune orangé avec des zones rouges ou bleues. Il n'a pas de syrinx, aussi ses vocalisations sont limitées à des grognements ou de faibles sifflements.
Cette espèce se nourrit de charognes, localisant les carcasses par la vue et par l'odorat, une capacité qui est rarement développée chez les oiseaux. Cet urubu est dépendant de grands vautours, comme le Sarcoramphe roi (Sarcoramphus papa), qui peuvent s'attaquer au cuir de grosses carcasses, alors que le bec de l'Urubu à tête jaune n'est pas assez fort pour lui permettre de le faire. Comme les autres vautours du Nouveau Monde, l'Urubu à tête jaune utilise les courants ascendants pour rester en vol avec un minimum d'effort. Il pond ses œufs sur des surfaces planes, tels que le sol de grottes, ou dans le creux d'une souche ; les parents nourrissent leurs petits par régurgitation.
L'Urubu à tête jaune vit au Mexique, en Amérique centrale et en Amérique du Sud dans les basses terres inondables ou humides saisonnièrement, dans les marais et dans les anciennes forêts fortement dégradées. Sa population semble stable et l'espèce est considérée comme de « préoccupation mineure » par l'Union internationale pour la conservation de la nature.

## Description

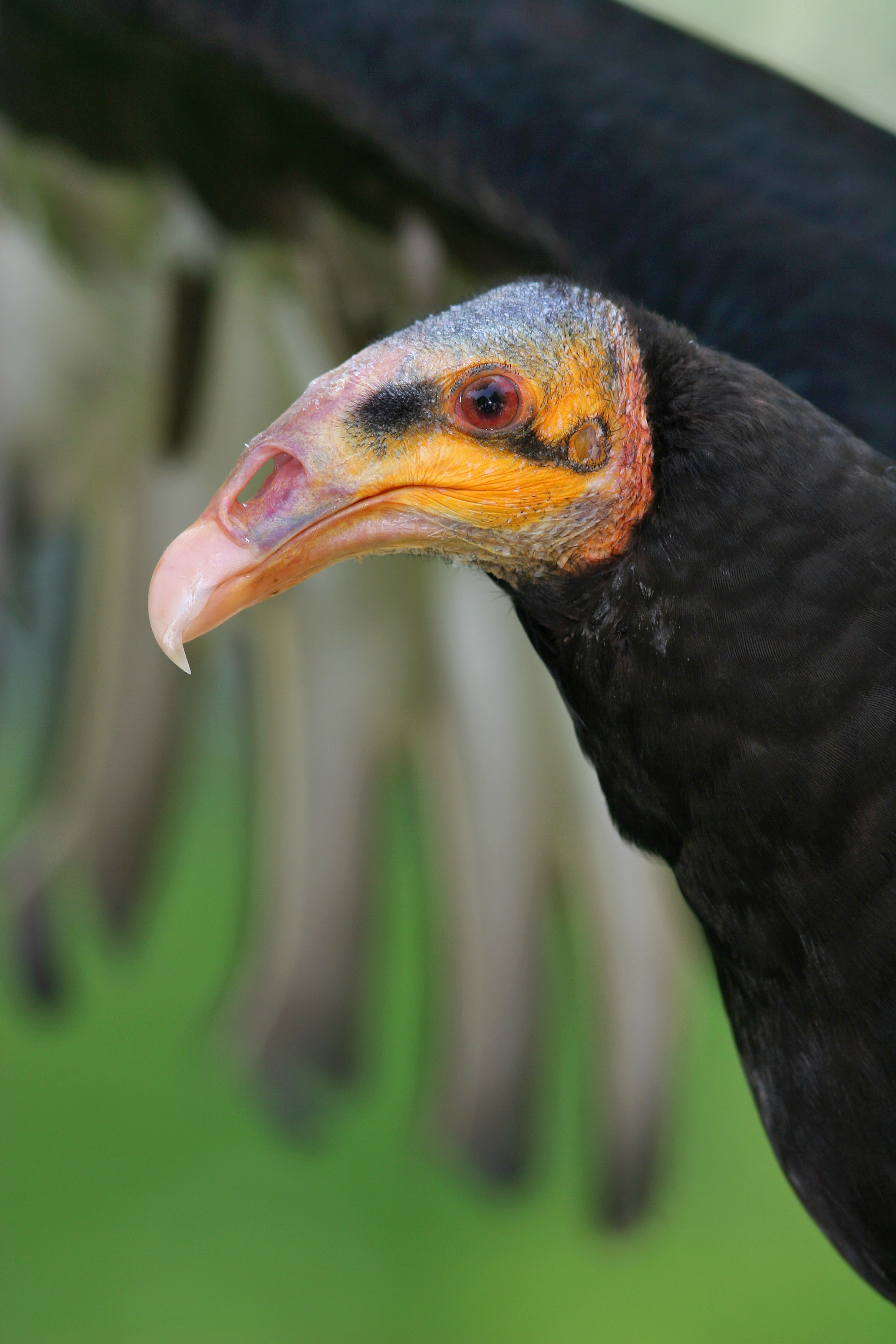
La tête d'un Urubu à tête jaune.

L'Urubu à tête jaune mesure de 53 à 66 cm de long, pour une envergure de 150 à 165 cm et une queue longue de 19 à 24 cm. Son poids varie de 0,95 à 1,55 kg. Son plumage est noir avec des reflets verts. La tête et le cou sont dépourvus de plumes ; la peau est globalement jaune orangé, avec le front et la nuque rouge et une couronne gris-bleu. La queue est arrondie et relativement courte ; l'extrémité de l'aile repliée s'étend au-delà de la queue. Les individus non matures ont un plumage brun, une tête sombre, une nuque blanche et des yeux plus sombres.
Les iris sont rouges, les pattes sont blanches, et son bec est de couleur chair. L'œil possède un rang simple et incomplet de plumes sétiformes sur la paupière supérieure et deux rangs sur la paupière inférieure. Le bec est épais, arrondi et crochu à son extrémité. Les doigts de devant sont longs avec de petites palmures à leur base, et ne sont pas adaptés à la préhension. L'ouverture de la narine est longitudinale et entourée de cire, et les narines ne sont pas divisées par un septum. Comme tous les vautours du Nouveau Monde, l'Urubu à tête jaune n'a pas de syrinx, et il est donc incapable de produire d'autres bruits que des grognements ou de faibles sifflements.

### Espèces similaires

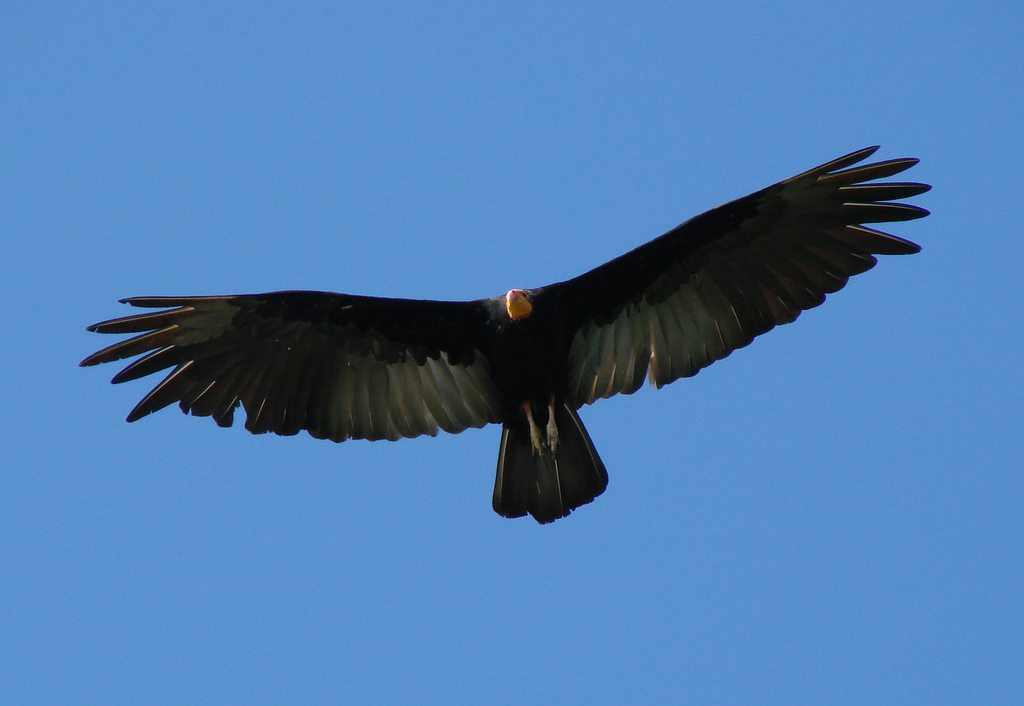
Grand Urubu en vol.

L'Urubu à tête jaune est très semblable au Grand Urubu, mais en diffère en plusieurs points. Il est plus petit que ce dernier, avec une queue plus courte et moins large. Le plumage est plus brun que celui du Grand Urubu, noir sombre et brillant. Ses pattes sont de couleur plus claire et sa tête tire plus vers le orange-rose que vers le jaune ; ses ailes sont moins larges et son vol est également moins stable. Les pennes blanches de l'Urubu à tête jaune contrastent fortement sur le dessous de l'aile, tandis que le Grand Urubu a des rémiges primaires internes relativement sombres, qui contrastent un peu avec les secondaires et les primaires externes plus pâles, formant une large bande légèrement plus sombre parcourant verticalement le dessous des ailes. L'Urubu à tête jaune préfère les savanes alors que le Grand Urubu préfère les forêts.

## Écologie et comportement

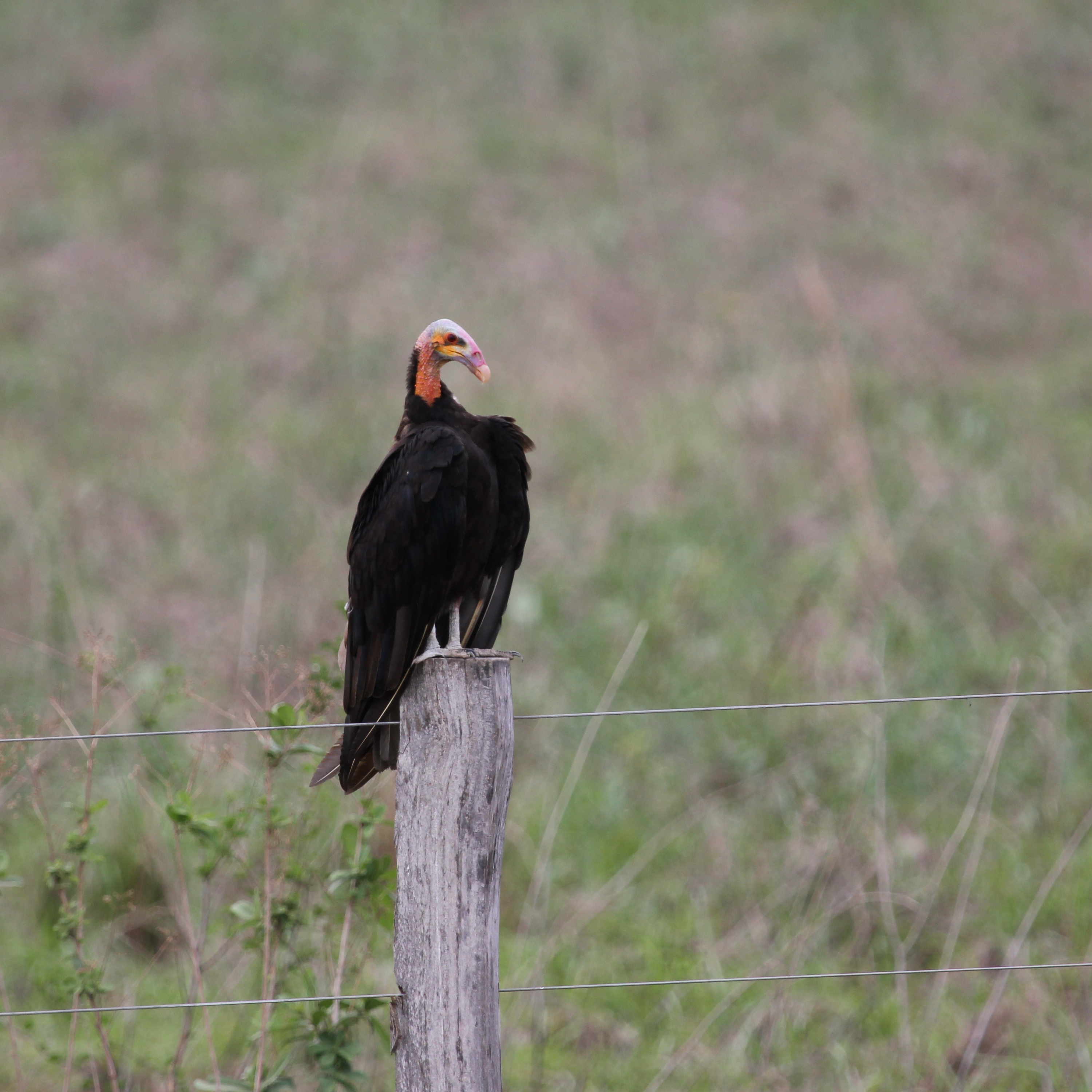
Urubu à tête jaune perché sur le piquet d'une clôture, dans le Pantanal.

L'Urubu à tête jaune vole avec ses ailes maintenues légèrement au-dessus de l'horizontale, formant un dièdre positif. Il plane à basse altitude au-dessus des zones humides, tout en cherchant la nourriture, et se pose sur les poteaux de clôture ou sur d'autres perchoirs bas. Lorsqu'il vole, il se déplace seul et se rassemble rarement en groupes. Le vol de l'Urubu à tête jaune est un exemple de vol à voile statique, puisque l'oiseau utilise les courants thermiques ascendants pour maintenir son altitude sans avoir besoin de battre des ailes. Ce vautour s'aventure rarement haut dans les airs, préférant les altitudes basses. Cet oiseau migre quelque peu pour assurer son approvisionnement en eau. L'Urubu à tête jaune pratique l'urohidrose : il urine ou défèque sur ses pattes pour les refroidir par évaporation. Ce comportement se retrouve chez les vautours du Nouveau Monde et chez les cigognes.

### Alimentation
L'Urubu à tête jaune est principalement charognard. Il se nourrit uniquement de charognes d'animaux d'animaux victimes de la circulation routière ou de tout autre cadavre, mais il peut aussi chasser, notamment les petits animaux aquatiques des marais où il vit. Il préfère la viande fraîche, mais ne peut souvent pas s'attaquer le premier à la carcasse d'un grand animal, son bec n'étant pas assez puissant pour déchirer des peaux trop coriaces. Quand la charogne a quelques jours, l'Urubu à tête jaune cesse de se nourrir dessus, la viande commençant à se décomposer et devenant contaminée par des toxines microbiennes. À l'instar des autres vautours, il joue un rôle important dans l'écosystème en faisant disparaître des charognes qui pourraient autrement devenir des terrains fertiles pour les maladies.
L'Urubu à tête jaune s'aide de sa vue perçante pour repérer les charognes, mais utilise aussi son odorat, une capacité qui est rarement développée chez les espèces aviaires. Il localise les charognes en détectant l'odeur du mercaptan éthylique, un gaz produit par la décomposition des animaux morts. La zone du cerveau associée à l'odorat est particulièrement développée comparativement aux autres espèces. Cette caractéristique des vautours du Nouveau Monde a même été utilisée par l'Homme : les ingénieurs à la recherche de fuites injectent du mercaptan éthylique dans les pipelines, puis suivent les vautours.
Le Sarcoramphe roi (Sarcoramphus papa) ne possède pas les habiletés olfactives de l'Urubu à tête jaune et suit ce dernier jusqu'aux charognes. Le gros rapace déchiquette la peau que le petit n'aurait pu déchirer, et ce dernier peut alors se nourrir. Il s'agit d'un exemple de symbiose entre espèces. L'Urubu à tête jaune est généralement chassé des carcasses par l'Urubu à tête rouge (C. aura) et le Sarcoramphe roi, tous deux plus gros que lui.

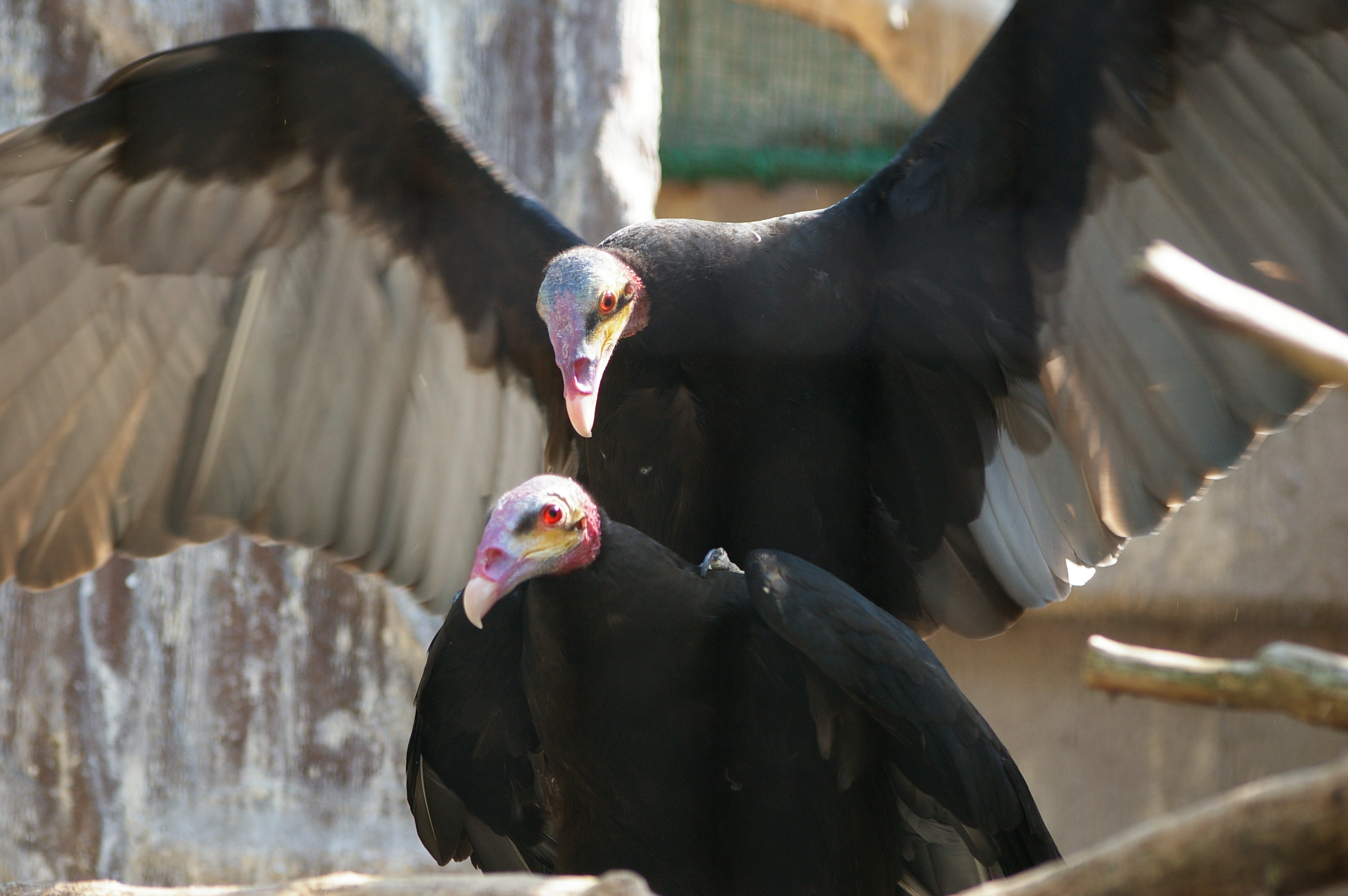
Deux adultes au zoo de Tennoji (Japon).

### Reproduction
L'Urubu à tête jaune ne construit pas de nids, mais pond de préférence ses œufs à même le sol, sur les falaises, sur le sol des grottes, ou dans le creux d'une souche. Les œufs sont de couleur crème avec des taches brunes, en particulier autour de la plus grande extrémité. La ponte compte généralement deux œufs. Les poussins sont nidicoles, aveugles, nus et relativement immobiles après l'éclosion, et leurs plumes poussent plus tard. Les parents nourrissent leurs petits en régurgitant de la nourriture prédigérée dans leur bec, où les poussins viennent puiser. Les jeunes quittent le nid au bout de deux à trois mois.

## Répartition et habitat

Répartition de l'espèce.

L'Urubu à tête jaune vit au Mexique, en Amérique centrale (Belize, Costa Rica, Guatemala, Honduras, Nicaragua, Panama et Salvador) et en Amérique du Sud (Argentine, Bolivie, Brésil, Chili, Colombie, Équateur, Guyana, Guyane, Paraguay, Pérou, Suriname, Uruguay et Venezuela).

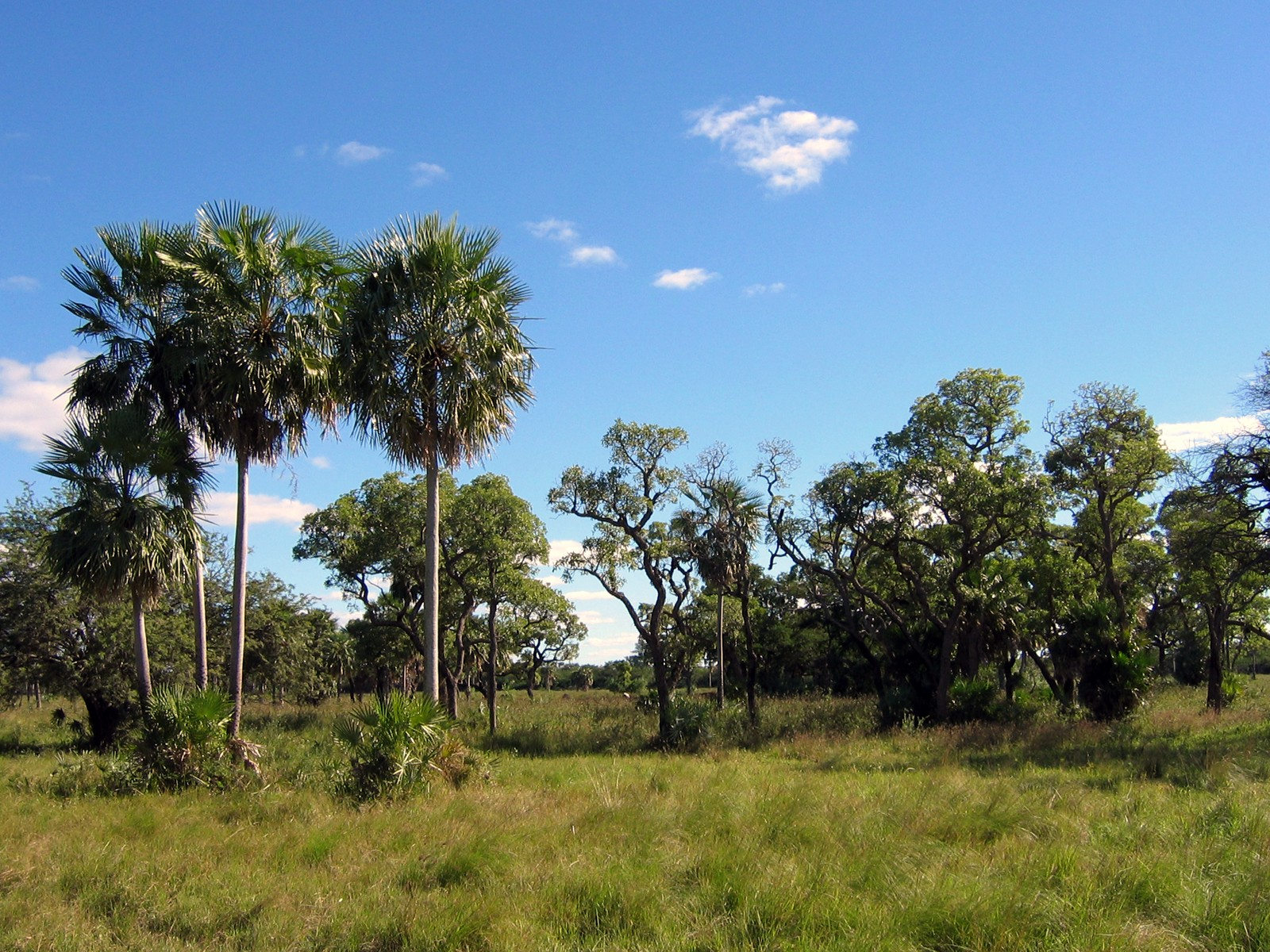
Le Gran Chaco, où se trouve l'Urubu à tête jaune.

Il peuple les basses terres inondables ou humides des zones tropicales ou subtropicales, les marécages, les mangroves et les anciennes forêts fortement dégradées. Il peut également se trouver au-dessus des champs secs et des clairières, mais on ne le rencontre pas dans les régions de haute altitude.

## Taxinomie et systématique
D'après la classification de référence (version 14.1, 2024) de l'Union internationale des ornithologues, l'Urubu à tête jaune possède 2 sous-espèces (ordre philogénique) :
- Cathartes burrovianus burrovianus Cassin, 1845 ;
- Cathartes burrovianus urubutinga Pelzeln, 1861.

Alan P. Peterson ne reconnait aucune sous-espèce, mais la sous-espèce urubitinga décrite par l'ornithologue autrichien August von Pelzeln en 1861 est considérée comme valide par l'Union internationale des ornithologues aux côtés de la sous-espèce type. C. b. urubitinga est la plus grande des deux et se trouve depuis l'Argentine jusqu'en Colombie au nord ; C. b. burrovianus, plus petite, se trouve dans le Nord-Ouest de l'Amérique du Sud, et à travers l'Amérique centrale jusqu'au Mexique.
L'Urubu à tête jaune est décrit en 1845 par John Cassin. L'Urubu à tête jaune et le Grand Urubu (C. melambrotus) ont été décrits comme espèces distinctes en 1964, lorsque Alexander Wetmore regarde avec précision leurs tailles et colorations respectives et sépare le second. Le nom générique Cathartes est la forme latine du grec καθαρτης (kathartēs), signifiant « purificateur » et rappelle le rôle écologique de ces oiseaux.
La position taxinomique exacte de l'Urubu à tête jaune et des six autres espèces de vautours du Nouveau Monde reste incertaine. Les vautours du Nouveau Monde et de l'Ancien Monde sont physiquement similaires et remplissent les mêmes niches écologiques. Cependant, ils ont évolué à partir de différents ancêtres et en différents endroits du Globe. Charles Gald Sibley et Burt Monroe suggèrent en 1990 que le groupe du Nouveau Monde est proche parent des cigognes. Plus récemment, Sibley et Jon Edward Ahlquist placent les deux groupes de vautours dans l'ordre des Falconiformes tandis que d'autres placent le groupe du Nouveau Monde dans son propre ordre, les Cathartiformes. Le South American Classification Committee a retiré les vautours du Nouveau Monde de l'ordre des Ciconiiformes et les a plutôt catégorisés comme Incertae sedis. Ce comité note cependant que le groupe pourrait retourner parmi les Falconiformes ou les Cathartiformes. En 2008, Hackett et al. résolvent la position des Cathartidae et les placent au sein des Accipitriformes.

## Menaces et conservation
L'Urubu à tête jaune est considéré comme espèce de « préoccupation mineure » par l'Union internationale pour la conservation de la nature (UICN). Il dispose d'une aire de répartition estimée à 7 820 000 km2 et d'une population de 0,5 à 4,99 millions d'individus, dont les effectifs semblent stables.